# فیلیپ هاردی د بولیو
فیلیپ هاردی د بولیو (انگلیسی: Philippe Le Hardy de Beaulieu؛ 27 october 1887 – ۲۲ نوامبر ۱۹۴۲) ورزشکار شمشیربازی اهل بلژیک بود.
وی در مسابقات کشوری و بین‌المللی در مجموع برندهٔ ۲ مدال برنز شده‌است.